# Ricardo Echeverría
Ricardo Echeverría (Antofagasta, 31 de maio de 1918 - 15 de agosto de 1970) foi um ginete chileno, especialista em saltos, medalhista olímpico. 

## Carreira
Ricardo Echeverría representou seu país nos Jogos Olímpicos de Verão de 1952 com o cavalo Lindo Peal na qual conquistou a medalha de prata nos saltos por equipes. 